# Vicente Laffite
Vicente Laffite Obineta (1859-1944) fue un político y escritor agrónomo español.

## Biografía
Nacido en 1859 en San Sebastián, fue miembro de la Asamblea Nacional Consultiva durante la dictadura de Primo de Rivera, entre 1927 y 1930. Antes había formado parte del maurismo. Interesado en el sector agrario, sobre el que publicó varias obras, falleció en 1944.